# 1228 Scabiosa
1228 Scabiosa è un asteroide della fascia principale. Scoperto nel 1931, presenta un'orbita caratterizzata da un semiasse maggiore pari a 2,7687311 au e da un'eccentricità di 0,0384515, inclinata di 3,28806° rispetto all'eclittica.
Il suo nome fa riferimento alle piante del genere Scabiosa.